# Plus One
Plus One foi uma boy band norte-americana de pop cristão formada em 1999 por Nate Cole, Nathan Walters, Gabe Combs, Jeremy Mhire e Jason Perry. A banda terminou em 2004 e teve um breve retorno em 2014.

## Ex-integrantes
- Nate Cole (1999–2004) – vocal
- Jason Perry (1999–2003, 2014) – vocal
- Jeremy Mhire (1999–2003) – vocal
- Nathan Walters (1999–2004, 2014) – vocal, teclados (2003–2004)
- Gabe Combs (1999–2004, 2014) – vocal, guitarras (2003–2004)

## Discografia

### Álbuns de estúdio
- The Promise (2000)
- Obvious (2002)
- Christmas (2002)
- Exodus (2003)

### Singles
- "Written on My Heart"
- "God Is in This Place"
- "Last Flight Out"
- "Here in My Heart"
- "Run To You"
- "Soul Tattoo"
- "Camouflage"
- "I Don't Care"
- "Let Me Be The One"
- "Be Love"
- "Circle"
- "My All"

### Outras músicas
- "I Need a Miracle", Left Behind: The Movie Soundtrack (2000)
- "With All Your Heart" (Kasia Livingston, Phil Silas), Pokémon: The Movie 2000 (2000)

## Regravação
"Let Me Be the One" do álbum Obvious foi regravada anos depois por Jesse McCartney no seu álbum de estreia Beautiful Soul, intitulado "Come to Me".